# Église Saints-Pierre-et-Paul de Mélisey
Pour les articles homonymes, voir Église Saints-Pierre-et-Paul.
L'église de Mélisey est une église située à Mélisey, dans la Haute-Saône (France). Elle a  la caractéristique de posséder un clocher de style roman construit au XIIe siècle et une nef néo-gothique du XIXe siècle. La partie ancienne est classée au titre des monuments historiques en 1986.

## Localisation

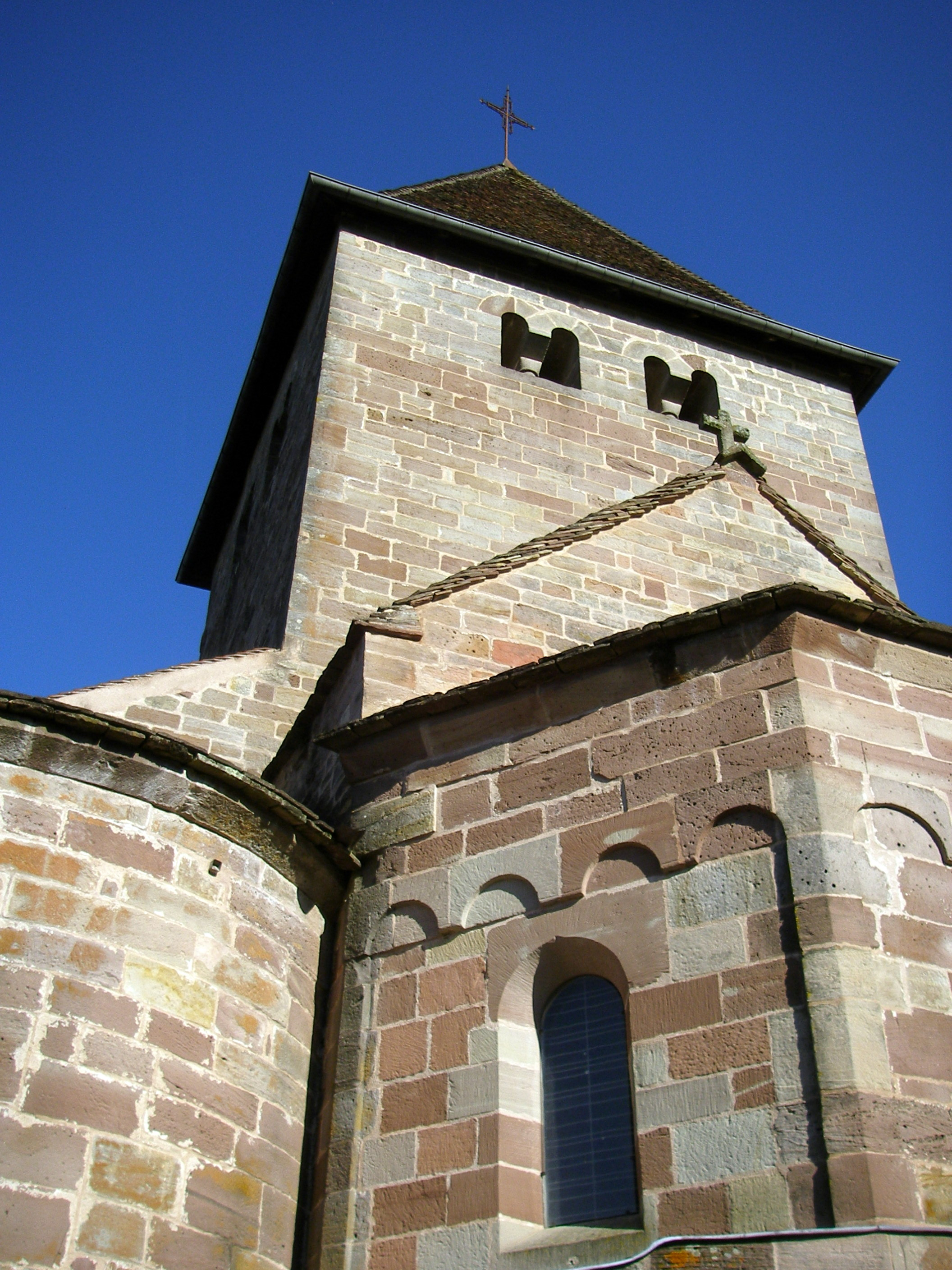
Chœur et clocher romans de l'église.

L'église est située dans le département français de la Haute-Saône, sur une butte rocheuse de la commune de Mélisey,.

## Histoire
L'abside et le clocher datent du XIIe siècle. Ils sont bâtis sur les fondations d'une église paroissiale plus ancienne : les fouilles archéologiques réalisées entre 1989 et 1990 ont permis de découvrir deux sarcophages monolithiques du VIIIe siècle,.
La charpente de la nef est délabrée au début du XIXe siècle, notamment en raison des guerres successives. En 1853, l'archevêque de Besançon, Césaire Mathieu fait fermer l'édifice en raison de sa dangerosité. Cette partie de l'église est finalement démolie et les plans du nouveau bâtiment de style néo-gothique sont présentés par l'architecte Grandmougin en 1860. Les travaux s'achèvent après la guerre de 1870 en raison de la mort de l'architecte. Le projet initial prévoit également le remplacement du clocher qui est laissé provisoirement puis définitivement par manque de moyen financier. Les deux parties sont toutefois construites avec le même matériau, le grès rose issue du massif des Vosges.
Les parties romanes (travée de chœur, clocher, chevet) sont classées au titre des monuments historiques en 1986.

## Description

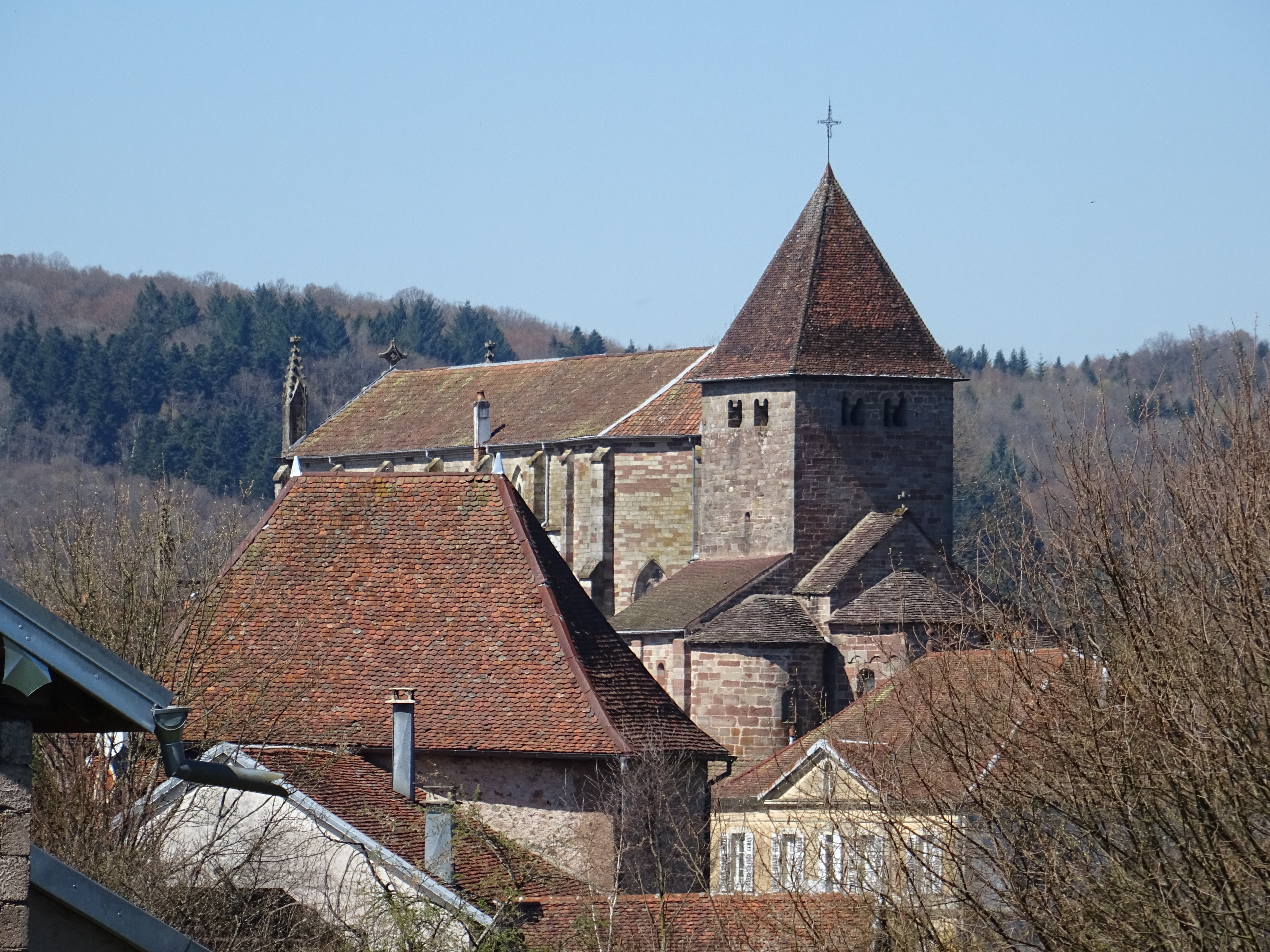
Vue éloignée.
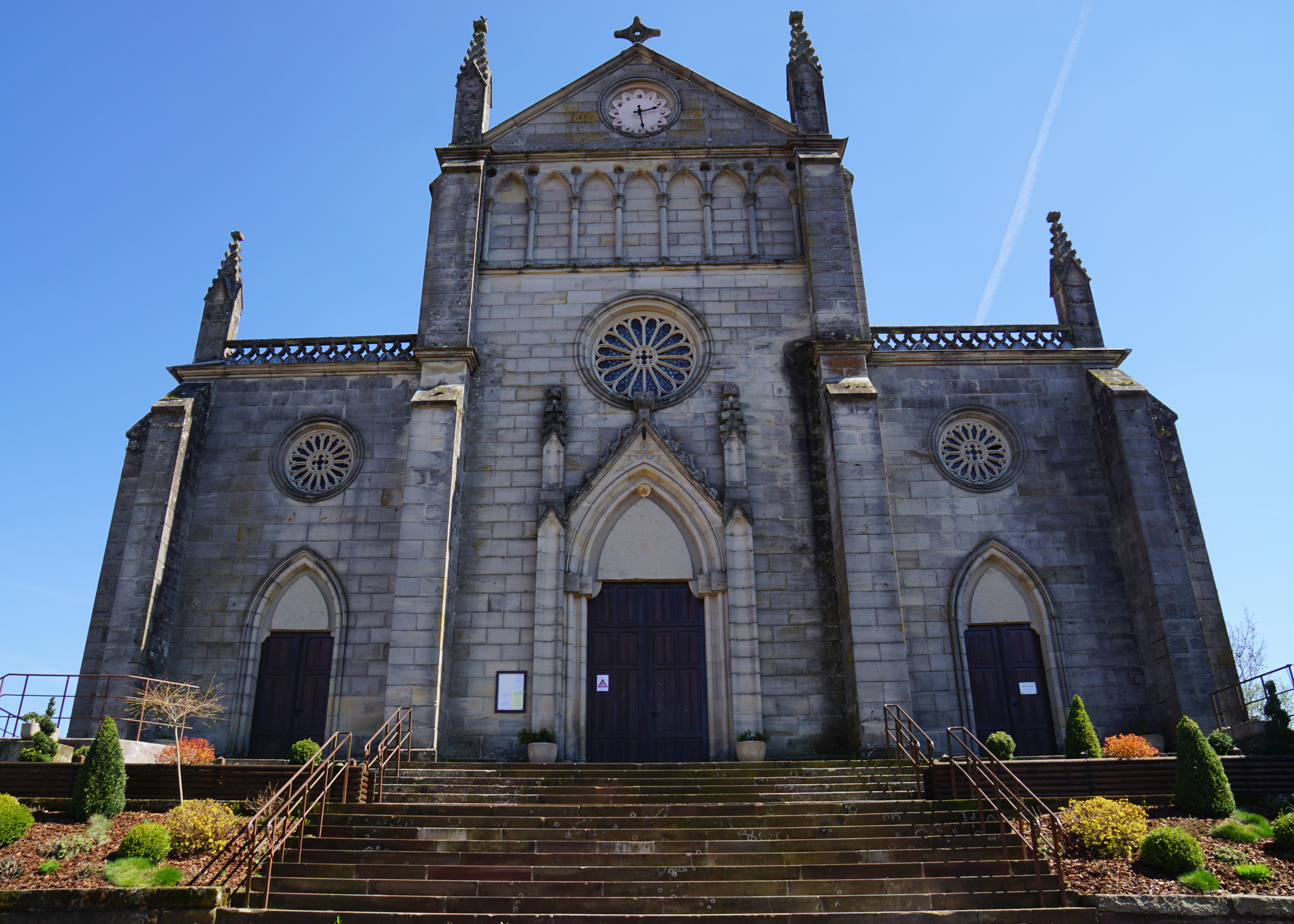
L'entrée.